# Dick McTaggart
Dick McTaggart (Dundee, 15 de outubro de 1935 – 9 de março de 2025) foi um boxeador escocês, campeão olímpico.

## Carreira
Ele conquistou a medalha de ouro nos Jogos Olímpicos de Verão de 1956 em Melbourne como representante da Grã-Bretanha, após derrotar o alemão Harry Kurschat na categoria peso leve e consagrar-se campeão. Na edição seguinte, nos Jogos Olímpicos de Verão de 1960 em Roma, conseguiu o bronze na mesma modalidade. Após a aposentadoria, McTaggart trabalhou como treinador de boxe e preparou a equipe escocesa para os Jogos da Commonwealth de 1990.

## Morte
McTaggart morreu no dia 9 de março de 2025, aos 89 anos.